# Luise-und-Wilhelm-Teske-Schule
Die Luise-und-Wilhelm-Teske-Schule, bis 1998 Fritz-Haber-Schule war eine Schule in Berlin-Schöneberg. 2013 ging sie in der 1. Gemeinschaftsschule Schöneberg (und deren Gebäuden) auf. Deren Name wurde 2015 in „Friedenauer Gemeinschaftsschule“ geändert. Das denkmalgeschützte Gebäude wurde danach mit Ausnahmen der Sporthallen nicht mehr genutzt.

## Geschichte
Das Gebäude wurde 1908 unter Leitung von Stadtbaurat Paul Egeling errichtet und steht unter Denkmalschutz.
Die Schule wurde 2010 mit der Waldenburg-Schule zur 8. Integrierten Sekundarschule in Berlin zusammengeschlossen, um schließlich 2013 ganz in der 1. Gemeinschaftsschule Schöneberg (und deren Gebäuden) aufzugehen.
Von 18. August 2015 bis Mitte 2017 diente die brach gelegene Schule als Notunterkunft für bis zu 230 Flüchtlinge. Seit August 2017 wurden Teile des Gebäudes für Schulklassen für jugendliche Geflüchtete genutzt.
Mit den neuen Wohnbauten auf der Schöneberger Linse wird mit einem zunehmenden Bedarf an einer wohnortnahen Grundschule gerechnet und daher wird seit 2016 die Wiederinbetriebnahme der Teske-Schule geplant. Nach der Erneuerung der Sportflächen bis 2022 wird der Schulcampus Schöneberger Linse von Sportvereinen genutzt.
Ab 2022 bis 2025 sollen Schuleinrichtungen und Klassenräume für einen zweizügigen Grundschulstandort eingerichtet werden. Ab dem Schuljahr 2026/2027 soll nach Fertigstellung eines Erweiterungsneubaus und dem Umzug der Schule mit den eigentlichen Sanierungsarbeiten an dem denkmalgeschützten Gebäude begonnen werden. Die gesamte Fertigstellung von Neubau und Sanierung wird sich voraussichtlich bis ins Jahr 2032 ziehen.

## Name
Ursprünglich wurde die Schule nach dem deutschen Chemiker Fritz Haber benannt. Haber hatte die Ammoniaksynthese erfunden, war im Ersten Weltkrieg aber auch maßgeblich an der Forschung zum Einsatz von Giftgas beteiligt. 
1998 folgte eine Umbenennung zu Luise Teske und Wilhelm Teske; einem Schusterpaar, das in der NS-Zeit Juden in ihrem Keller versteckte. Die Umbenennung erfolgte auf Anregung der Schulgremien und wurde von SPD und Grünen gegen die Stimmen der CDU beschlossen. Die Schüler der Luise-und-Wilhelm-Teske-Schule recherchierten in den Jahren der Schulexistenz ausführlich zu ihren Namensgebern und konnten erreichen, dass diese 2009 in der Gedenkstätte Yad Vashem als Gerechte unter den Völkern geehrt wurden.